# Xanthophyllum andamanicum
Xanthophyllum andamanicum är en jungfrulinsväxtart som beskrevs av George King. Xanthophyllum andamanicum ingår i släktet Xanthophyllum och familjen jungfrulinsväxter. Inga underarter finns listade i Catalogue of Life.